# Chiesa di San Francesco all'Ospedale San Martino
La chiesa di San Francesco all'Ospedale San Martino, nota anche come chiesa dei Padri Cappuccini, è un luogo di culto cattolico sito all'interno dell'Ospedale San Martino a Genova. La chiesa è affidata all'Ordine dei frati minori cappuccini.

## Storia
Fu costruita quale chiesa dell'ospedale tra il 1928 e il 1931, dedicata a san Francesco d'Assisi in quanto affidata ai Cappuccini che vi prestavano assistenza spirituale provenienti dall'antico ospedale di Pammatone. Fu il cappellano ospedaliero e storico della Provincia cappuccina, padre Francesco Saverio Molfino, che riuscì a raccogliere con una pubblica sottoscrizione 16 milioni di lire, con cui fu costruita la chiesa e furono ampliati i padiglioni ospedalieri.
Venne progettata dall'ingegner Ettore Musso in stile neoromanico. La prima pietra fu posta il primo marzo del 1928 e la chiesa di San Francesco fu benedetta l'11 luglio del 1931 dal cardinale Carlo Dalmazio Minoretti.

## Descrizione
La facciata a salienti è coronata da un motivo ad archetti ciechi e una cornice a dentelli, munita di protiro voltato a botte e di una trifora di grandi dimensioni che occupano il corpo principale.
L'interno è a tre navate voltate a botte, di cui la centrale culminante in un'abside. Le vetrate sono istoriate.
L'interno ospita importanti opere pittoriche e scultoree:
- "Maria protettrice di Genova" di Valerio Castello;
- "Transito di san Giuseppe" di Stefano Magnasco;
- Crocifisso ligneo settecentesco della scuola del Maragliano;
- Ultima Cena, grande tela di Bernardo Castello firmata e datata 1598;
- Madonna delle Grazie, statua di Domenico Parodi.

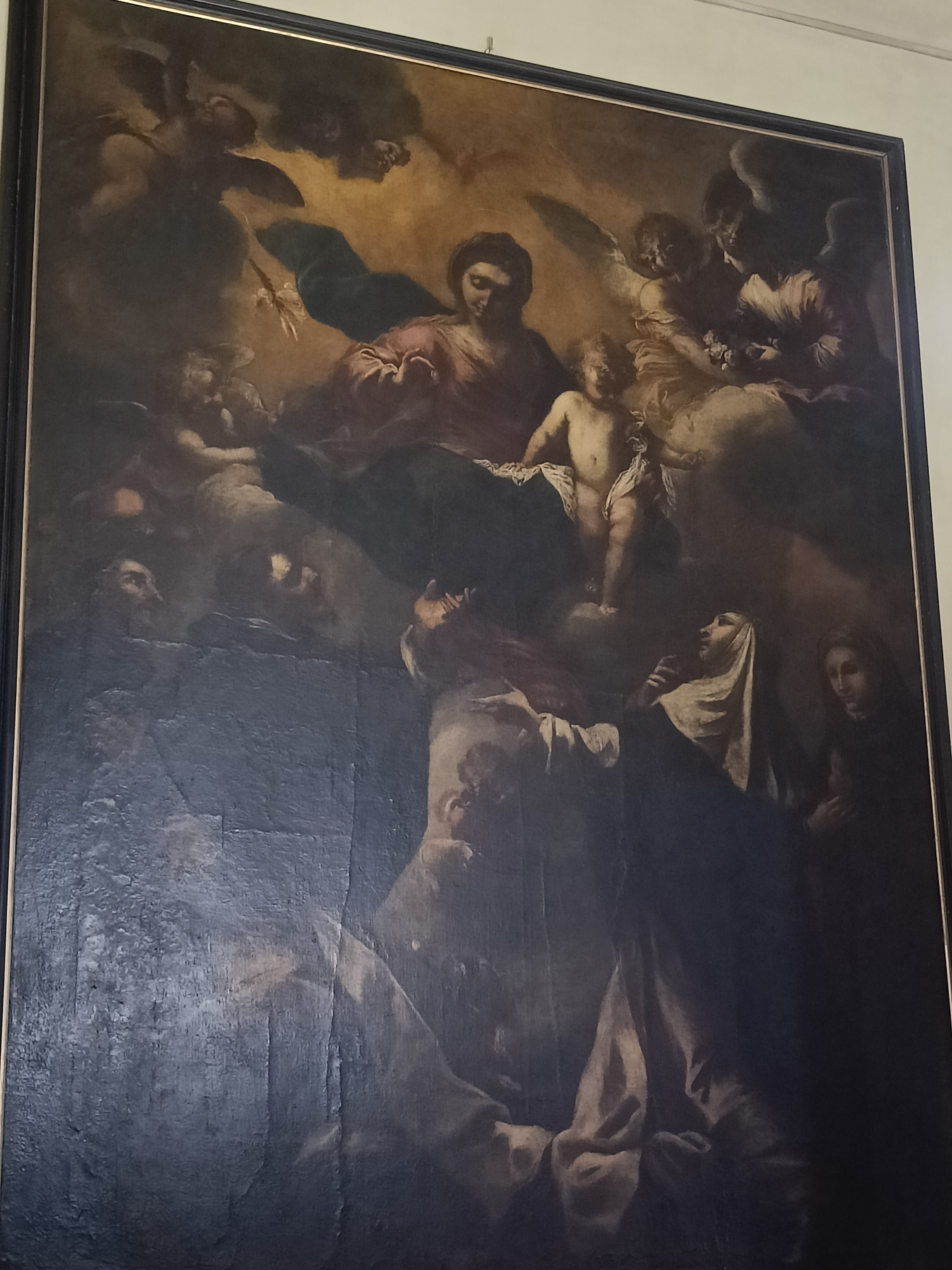
Madonna di Valerio Castello
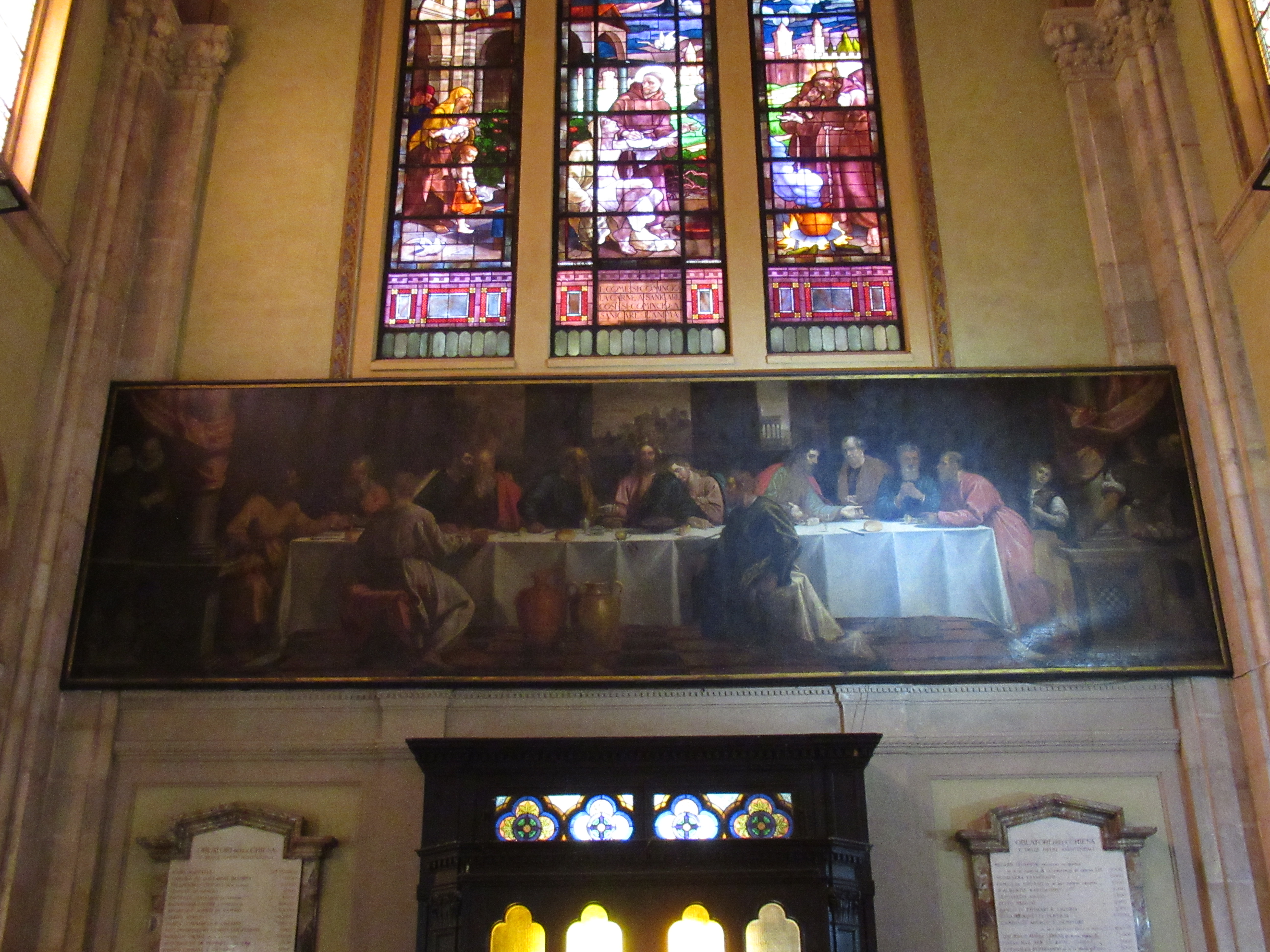
Ultima Cena, Bernardo Castello, 1598
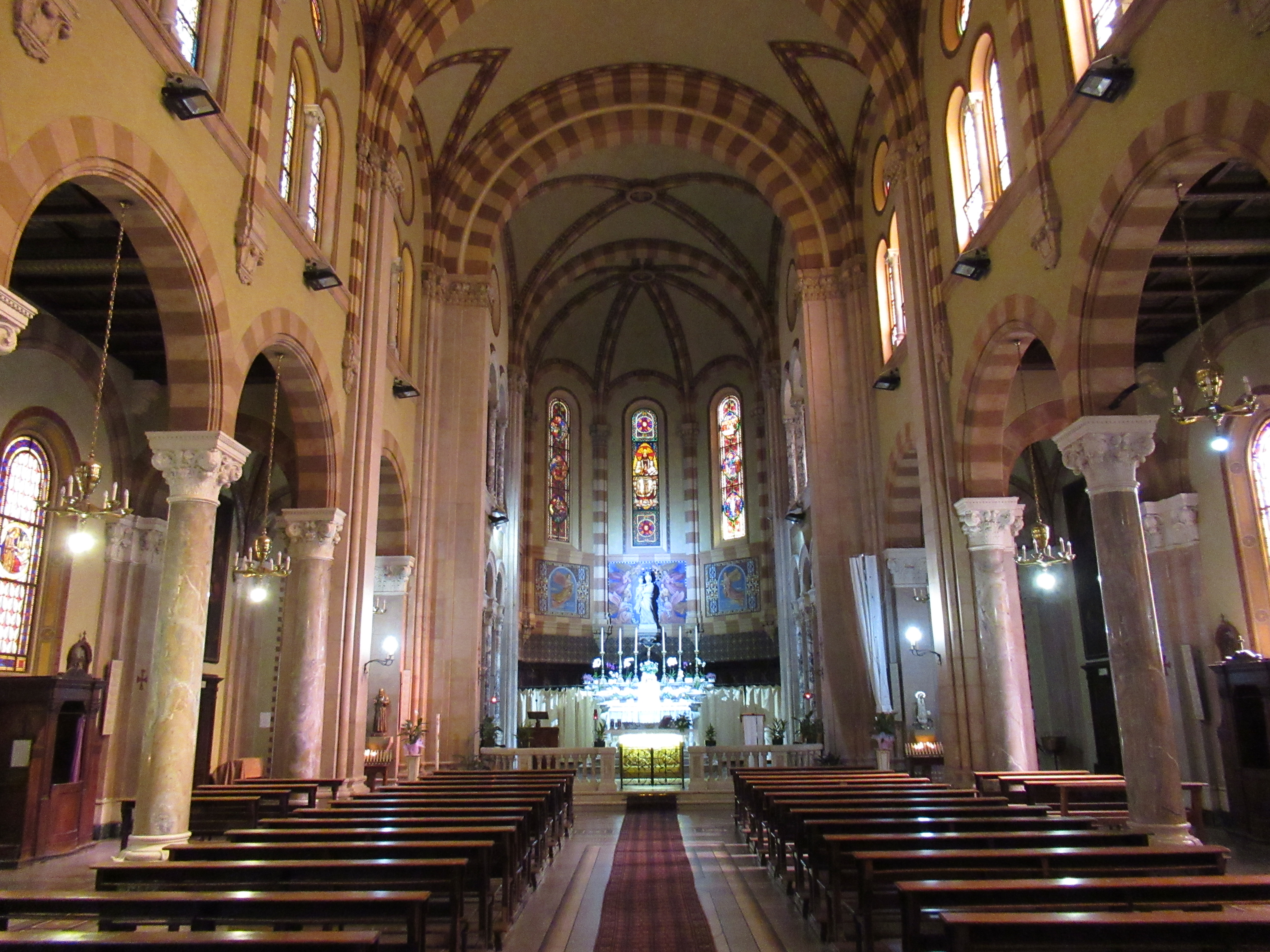
Navata centrale